# 3beta-idrossi-5beta-steroide deidrogenasi
La 3beta-idrossi-5beta-steroide deidrogenasi è un enzima appartenente alla classe delle ossidoreduttasi, che catalizza la seguente reazione:
3β-idrossi-5β-pregnano-20-one + NADP+ ⇄ 5β-pregnan-3,20-dione + NADPH + H+